# Álvaro Fernandes
Ne doit pas être confondu avec António Fernandes ou Álvaro Fernandes (marin).
Álvaro Fernandes est un explorateur portugais du XVe siècle originaire de Madère.

## Biographie
Álvaro Fernandes est le neveu de João Gonçalves Zarco, découvreur et capitaine donateur de Funchal. Fernandes a été élevé (en tant que page ou écuyer) dans la maison du prince portugais Henri le Navigateur. 
Au service d'Henri le Navigateur, il dirige deux expéditions importantes (en 1445 et 1446), qui étendent la limite de la découverte portugaise de la côte ouest-africaine, probablement jusqu'à la frontière nord de l'actuelle Guinée-Bissau ou de la Sierra Leone. Le point le plus éloigné d'Álvaro Fernandes (approximativement le cap Roxo) ne sera dépassé qu'une dizaine d'années plus tard par Alvise Cadamosto en 1456.